# ليندا سوتون
ليندا سوتون (بالإنجليزية: Linda Sutton)‏ هي رسامة بريطانية، ولدت في 14 ديسمبر 1947.